# Чотири дороги
«4 дороги» (ісп. 4 caminos) — аргентинський фільм, що вийшов у 2004 році. Є завершальним епізодом серіалу Буремний шлях.

## Про фільм
- Альтернативна назва: Rebelde Way: фільм
- Дата прем'єри: 1 липня 2004
- Продюсер: Езекіель Крупнікофф
- Автор ідеї: Кріс Морена

## Опис фільму
У фільмі розповідається про історію чотирьох підлітків, що живуть для музики, вони їдуть у поїздку по країні разом зі своїм менеджером. Без яких-небудь грошей, вони приймають рішення залишити своє безтурботне і зручне життя в Буенос-Айресі, щоб бути знаменитостями і досягти своїх мріянь. Таким чином, Каміла, Феліпе, Луїсана і Бенхамін, разом з їхнім представником Беніто, зустрічають на своєму шляху незвичайні селища, неймовірні проходи, і різних людей. Навіть у цей момент усе здається загальною поїздкою рок-групи, доти, поки не з'являється дитина в Мії і Мануеля, що змінить остаточно курс їхніх життів, і він стане частиною інтенсивної і божевільної пригоди. 
Так, разом з дитиною і з менеджером Беніто, вони зроблять найважливішу подорож свого життя, де вони зрозуміють, що в житті найважливіше — воля, любов і дружба. Любов і дружба будуть головними героями цієї історії, у якій хлопці з Erreway будуть проходити шляху, у невідомій подорожі повному пригодами й емоціями.

## Цікаві факти
- Для кінозйомки усередині країни подорожували більш 80 чоловік і технічний персонал.
- Період роботи був шість тижнів, два в Сальта (Балькарсе, суміжні місця і Кафаяте), Тукуман і Буенос-Айрес.